# Bitva o Kobani
Bitva o Kobani (též bitva o Kobanê) byla 13. září 2014 zahájena útokem bojovníků organizace Islámský stát s cílem dobýt město Ajn al-Arab (kurdsky Kobanî) v severní části Sýrie. Celá oblast spadala od počátku syrské občanské války pod de facto nezávislý Kurdy spravovaný region Rojava.
K 3. říjnu 2014 dobyli bojovníci Islámského státu 350 kurdských vesnic v kantonu Ajn al-Arab. Před ofenzivou uprchlo 300 000 lidí do sousedního Turecka. Hlavní tíhu bojů při obraně města nesli příslušníci a příslušnice milic YPG podporovaní pešmergy z Iráckého Kurdistánu, příslušníky Syrské svobodné armády a leteckou podporou ze strany USA a arabských zemí.
26. ledna 2015 milice YPG spolu se Syrskou svobodnou armádou a posilami z řad Pešmergy za pokračující podpory amerického letectva vytlačili Islámský stát na ústup. Město bylo plně obsazeno 27. ledna, avšak většina okolních vesnic v kantonu Kobani zůstávala pod nadvládou Islámského státu. 2. února kurdské milice spolu s arabskými ozbrojenými skupinami podporovanými dalšími nálety velmi rychle postoupily do venkovských oblastí kolem Kobani, přičemž zatlačily islámský stát do vzdálenosti 25 km od města. Koncem dubna 2015 přišel Islámský stát o nadvládu ve většině vesnic, které v kantonu dobyl.